# Yttre-Torrlidtjärnen
Yttre-Torrlidtjärnen är en sjö i Vindelns kommun i Västerbotten och ingår i Umeälvens huvudavrinningsområde. Sjön har en area på 0,101 kvadratkilometer och ligger 255,9 meter över havet.

## Delavrinningsområde
Yttre-Torrlidtjärnen ingår i det delavrinningsområde (714338-169386) som SMHI kallar för Inloppet i Mjösjön. Medelhöjden är 266 meter över havet och ytan är 17,92 kvadratkilometer. Räknas de 2 avrinningsområdena uppströms in blir den ackumulerade arean 54,01 kvadratkilometer. Mjösjöån som avvattnar avrinningsområdet har biflödesordning 4, vilket innebär att vattnet flödar genom totalt 4 vattendrag innan det når havet efter 122 kilometer. Avrinningsområdet består mestadels av skog (63 procent) och sankmarker (31 procent). Avrinningsområdet har 0,18 kvadratkilometer vattenytor vilket ger det en sjöprocent på 1 procent.